# Tavastgatan, Södermalm

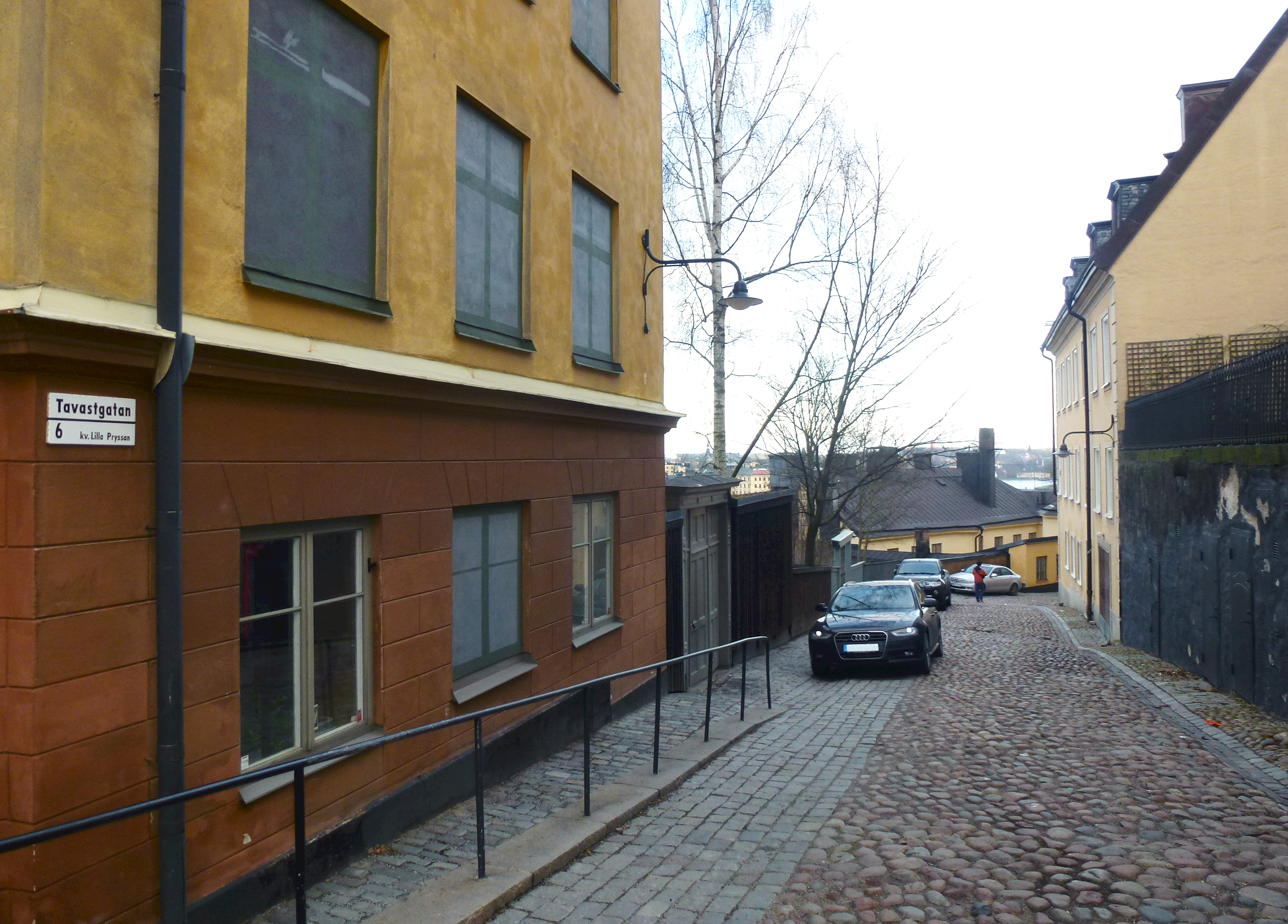
Tavastgatan mot öst, 2013.

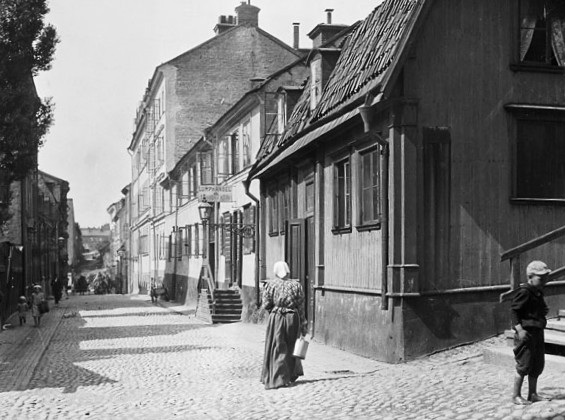
Tavastgatan mot väst, ca 1900.

Tavastgatan är en gata på Mariaberget på Södermalm i Stockholm. Namnet är dokumenterat redan 1649 som ”Taweste gathan”.
Tavastgatan sträcker sig på Mariaberget i ost-västlig riktning parallellt med och mellan Bastugatan och Brännkyrkagatan. Gatans namn hör till Södermalms äldsta och ordet ”tavastelänning” har förekommit som ett personbinamn i Stockholm i äldre tider (se Tavastland, ett historiskt landskap i södra Finland). Vilken tavastelänning som gav upphov till gatans namn är dock okänd. 
Området i den östra delen av Tavastgatan (nuvarande Mariaberget) hette tidigare ”Tawadstberget” (1669). Här har gatan en brant stigning och kallades 1670 ”Slemme-grenden”. Ordet ”slem” betyder ”dålig” och indikerade grändens dåliga skick. Så konstaterades i Holms tomtbok från 1679 att ”Slemme grenden intet kan kiöras”. Gatan fick senare, som kan ses på ett fotografi från sekelskiftet 1900, en stabil beläggning med kullersten som fortfarande (2014) finns kvar.